# Alchevsk
Alchevsk (em ucraniano:  Алчéвськ; em russo:  Алчéвск) é uma cidade da Ucrânia, situada no Oblast de Luhansk. Tem 55 km² de área e sua população em 2020 foi estimada em 106.941 habitantes.